# Скугарев, Иван Михайлович
Иван Михайлович Скугарев (26 августа 1895, Петергофский уезд, Санкт-Петербургская губерния — 15 сентября 1964, Горький) — советский военачальник, генерал-майор (1940), участник Первой мировой, Гражданской и Великой Отечественной войн. В 1941 году попал в немецкий плен, после войны вернулся в СССР и продолжил службу. С 1947 года в отставке по состоянию здоровья.

## Биография
Родился 26 августа 1895 года в деревне Порожки Санкт-Петербургской губернии в крестьянской семье. В 1906 году он окончил четырёхклассную школу, в 1913 году — ремесленное училище в Санкт-Петербурге. В 1913—1914 годах Скугарев работал токарем на Путиловском заводе. В 1914 году по мобилизации он был призван в армию и до 1917 года участвовал в боевых действиях Первой мировой войны.
В 1916 году окончил школу прапорщиков, дослужился до звания штабс-капитана и должности командира роты.
20 апреля 1918 года Скугарев добровольно вступил в Рабоче-Крестьянскую Красную Армию. Принимал участие в Гражданской войне, воевал на Северном фронте в 1919—1920 годах и на Западном фронте в 1920—1921 годах, дослужился до помощника командира полка. После окончания войны до 1936 года он командовал стрелковым полком 2-й стрелковой дивизии Белорусского особого военного округа. В феврале 1937 года Скугарев был назначен командиром 37-й стрелковой дивизии. Уже через несколько месяцев он был арестован органами НКВД по сфабрикованному обвинению. В сентябре 1938 года дело был прекращено за отсутствием состава преступления, и Скугарев вышел на свободу. До мая 1940 года Скугарев работал в Военно-химической академии старшим преподавателем, а затем был назначен командиром 160-й стрелковой дивизией. 4 июня 1940 года ему было присвоено звание генерал-майора.
Участник Великой Отечественной войны, с началом войны воевал на Западном и Центральном фронтах. В июне 1941 года его дивизия попала в окружение под Могилевом, но, понеся большие потери, сумела вырваться. В сентябре 1941 года дивизия была восстановлена и продолжила вести бои в Белоруссии. 19 августа 1941 года Скугарев был назначен командиром 219-й стрелковой дивизии. Во время Киевской оборонительной операции дивизия попала в окружение. 5 сентября 1941 года штаб дивизии попал в окружение. Скугарев получил два тяжёлых ранения в грудь и 13 сентября при отходе к своим был захвачен немецкими подразделениями в плен у станции Плиски Черниговской области. Первоначально Скугарев лечился в госпиталях в Конотопе и Шепетовке. После выздоровления Скугарев содержался в лагерях для военнопленных во Владимире-Волынском, Хаммельбурге, Нюрнберге, Заксенхаузене. На допросах Скугарева неоднократно пытались склонить к сотрудничеству с немцами, но тот отказался. В конце апреля 1945 года войска 2-го Белорусского фронта освободили Заксенхаузен и содержащегося в нём Скугарева. В конце 1945 года он был после проверки в органах НКВД восстановлен в кадрах Красной Армии. Скугарев окончил курсы командиров дивизий при Военной академии имени Фрунзе, но продолжить службу не сумел из-за подорванного в немецких лагерях здоровья. 29 марта 1947 года он вышел в отставку по болезни.
15 сентября 1964 года умер в Горьком. Похоронен на Красном кладбище.
Награждён орденом Ленина (1946), орденом Красного Знамени (1946), медалями.

## Комментарии
1. ↑  Деревня Порожки[2] находилась примерно в 3 км западнее Петровского и относилась к Петергофскому уезду[3]; не сохранилась, ныне — урочище Оржицком сельском поселении Ломоносовского района, Ленинградская область[4].